# Pelágio das Astúrias
Pelágio (em latim: Pelagius; galego: Paio; asturiano: Pelayu; castelhano Pelayo; c; 685 – 737) foi um nobre, fundador e o primeiro monarca do principado das Astúrias, governando em Cangas de Onís, Astúrias, de 718 a 737, data de sua morte. Sua origem é controversa, embora a ele se atribuam as mais variadas origens.
A Crónica Albeldense faz dele um nobre godo. O testamento de Afonso III, no ano 869, em que o rei Magno fez doação ao presbítero Sisnando, a Igreja de Santa Maria de Tenciana (Tiñana, Siero) que seu tio Afonso, o Casto, havia ganho das propriedades pertencentes a seu bisavô Pelágio, vincula territorialmente Pelágio com a área central das Astúrias, mas sem fornecer dados sobre o seu lugar de origem. Ele retardou a expansão dos muçulmanos para o norte, iniciou a Reconquista e tem sido tradicionalmente considerado como o fundador do Reino das Astúrias, embora investigações arqueológicas recentes sugiram que ele podia ter feito em uma organização política local anterior.

## Vida
Conforme as crônica medievais, Pelágio era um nobre visigodo, filho de Fávila ou Fáfila. Devido às intrigas entre a nobreza visigoda, o rei Vitiza conspirou para assassinar o seu pai. Pelágio fugiu para as Astúrias, onde tinha amigos ou família. Posteriormente, ao sentir-se inseguro no reino, partiu em peregrinação a Jerusalém. Ali permaneceu até à morte de Vitiza e entronizacão de Rodrigo, de quem era partidário. Com este, ocupou o cargo de conde de espatários ou da guarda do rei e como tal combateu na Batalha de Guadalete em abril ou maio de 711. Após a batalha, refugiou-se em Toledo e, com a queda da cidade (em 714), enquanto outros escaparam para França, ele retornou às Astúrias, supostamente para proteger o tesouro do rei visigodo.
As primeiras invasões árabes no norte foram feitas por Muça entre 712 e 714. Entrou nas Astúrias pelo porto de Tarna, subiu o rio Nálon e conquistou Luco dos Ástures (Santa Maria de Lugo de Llanera) e Gijón, onde colocou Munuza no cargo de governador. As famílias dominantes do resto das cidades das Astúrias capitularam e, provavelmente, também a família de Pelágio.
Após a ocupação da península Ibérica pelos muçulmanos, Dom Pelágio, juntamente com outros nobres visigodos foram presos em 716 por ordem de Munuza, o governador muçulmano das Astúrias, e enviados para a sede do reino em Córdova. Pelágio conseguiu fugir, voltou para as Astúrias e refugiou-se nas montanhas de Cangas de Onis. Em 718, reuniu um grupo de seguidores e iniciou a resistência ao invasor islamita, inicialmente com pequenas escaramuças contra os destacamentos nas vilas.
Em 722 (ou, conforme outros, em 718), Munuza enviou o general Alcama para subjugar os rebeldes. Alcama se dirigiu para Bres (Piloña), onde se encontrava Pelágio. Este continuou fugindo até ao monte Auseva, no vale de Cangas e ali, em Covadonga, aniquilou o destacamento de Alcama. Depois da batalha, o governador militar no comando da metade norte da península Ibérica, Munuza, que tinha como base Gigia (atual Gijón), tentou escapar das Astúrias e alcançar a segurança de suas posições no planalto, mas foi alcançado e morto junto com seu séquito e suas tropas em um vale no centro das Astúrias.

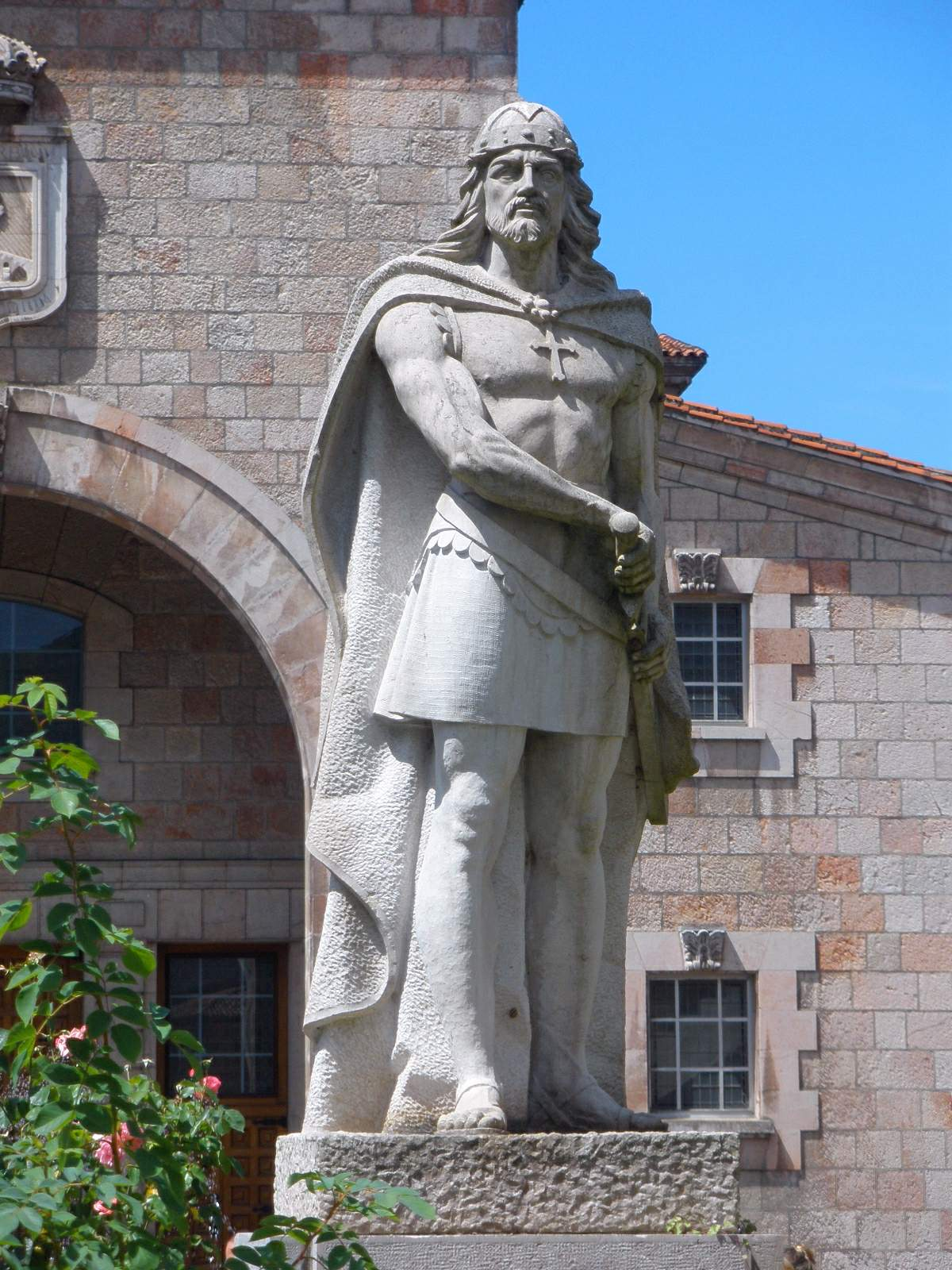
Monumento a Pelágio em Cangas de Onís, Astúrias

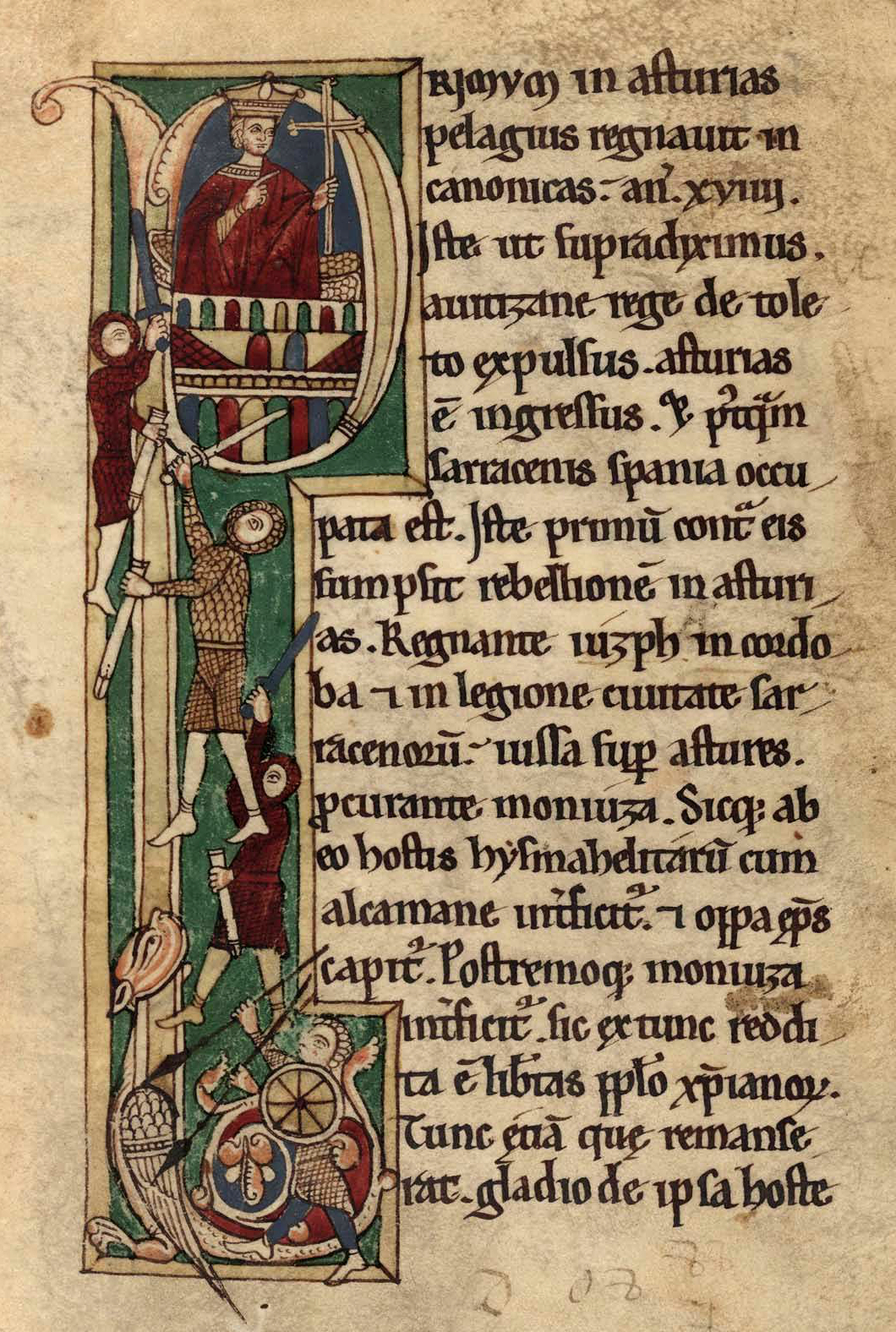
Uma representação da Batalha de Covadonga no manuscrito Liber testamentorum, do século XII. Nele Pelágio, coroado e segurando uma cruz, ao topo.

Em 722, o uale Ambaçá ibne Suaime Alcalbi enviou um grande contingente militar contra os resistentes cantábricos. Apesar do contingente numericamente muito inferior, Pelágio venceu nas montanhas de Covadonga. Ao final da batalha sobreviveram apenas 10 soldados. Esta batalha é considerada, pela historiografia tradicional, como o ponto de partida da reconquista cristã.
Após essa vitória, o povo asturiano rebelou-se e matou centenas de mouros. O governador provincial, Munuza, organizou outra força para confrontar o exército rebelde. Próximo a Proaza Pelágio venceu novamente e Munuza morreu. Pelágio foi aclamado príncipe e fundou o principado das Astúrias, embrião dos outros reinos cristãos ibéricos responsáveis pela reconquista da península. Pelágio instalou então a sua corte em Cangas de Onís.
De sua mulher Gaudiosa teve dois filhos, o seu supracitado sucessor, Fávila, e Ermesinda, que viria a casar com Afonso I das Astúrias ("Alfonso, o Católico"), filho de Pedro, duque da Cantábria.

## Historiografia moderna
A moderna historiografia centra os inícios da Reconquista na antiga província Asturiensis, cuja existência é comprovada por esta série de dados históricos:
- São Valério de Bierzo escreveu sua vida autobiográfica na segunda metade do século VII, o Ordo Querimonie, onde consta que era originário da província «Asturiensis»;
- o Cosmógrafo de Ravena, anónimo do século VII, assinala as Astúrias como uma das oito (antes eram somente seis) províncias de Hispania;
- as actas do XIII Concílio de Toledo registam a presênça de oito Duces Provinciae, mais dois do que em outras épocas;
- a crónica de Afonso III, na sua versão Rotense, consta que os árabes colocaram governadores à frente de todas as províncias: «Per omnes prouincias Spanie prefectos posuerunt». Munuza foi de prepósito colocado à frente da Asturiensis.

A existência deste ducado é aceite há algum tempo pelos historiadores do reino visigodo, a novidade agora é que Pelágio poderia ser filho do Dux Asturiensis, Fáfila: a Crónica Albeldense, crónica redigida em Oviedo nos tempos de rei asturiano Afonso III, o Grande, diz que o Dux Fáfila -ou Fávila- era o pai de Pelágio e que foi morto por Vitiza nos tempos do rei godo Égica.

## Origens do nome

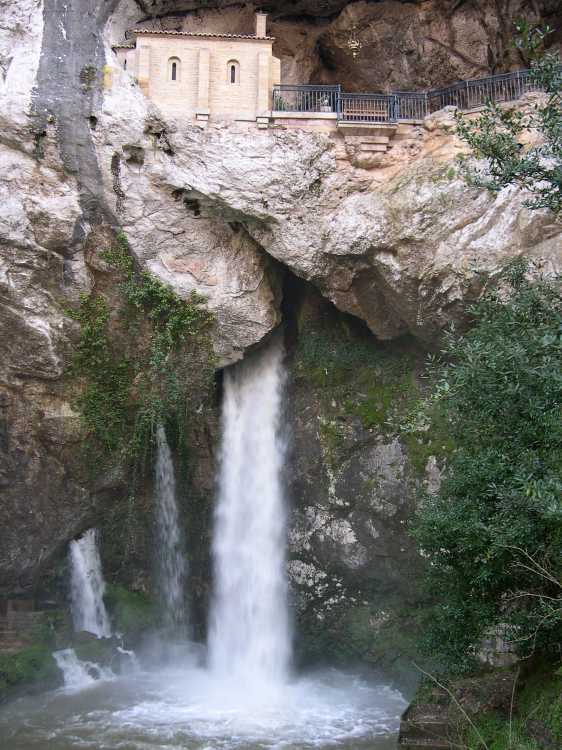
Santuário de Covadonga, gruta que foi quartel general de Dom Pelágio

Apesar de transitar pela nobreza visigoda, o seu nome, que tem as variantes Pelayo e Paio, é grego (Πελάγιος, "marinho"), algo comum entre os nativos ibéricos. Talvez fosse um autótone galaico: um cronista árabe di-lo jiliqi, "galego".

A Crónica de Afonso III das Astúrias coloca-o ao serviço dos reis visigodos Vitiza e Rodrigo. Seria, segundo as mesmas fontes, filho dum Fávila (ou Fáfila).

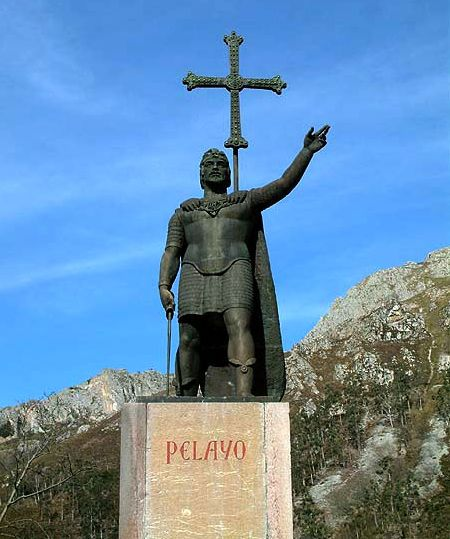
Estátua de Pelágio em Covadonga, Astúrias

## Morte de Pelágio
Com o reino consolidado, Pelágio, faleceu em Cangas de Onís, capital de seu reino, em 737. Foi sepultado na igreja de Santa Eulália de Abamia, próxima a Covadonga, que ele havia fundado. Nesta igreja ainda existe o dólmen sob o qual ele foi inicialmente sepultado. Posteriormente, os seus restos mortais foram trasladados por Alfonso X para o Santuário de Covadonga.

## Relações familiares
Foi filho de Fávila. Casou com Gaudiosa, de quem teve:
- Fávila das Astúrias, seu sucessor no trono, tendo sido o segundo rei das Astúrias. Casou-se com Froiluba e foi sepultado na Igreja de Santa Cruz de Cangas de Onis.
- Ermesinda, que viria a desposar Afonso I das Astúrias, filho de Pedro, duque da Cantábria (m. ca. 730) foi duque de Cantábria.